# Apache Muse
Apache Muse ist ein Open-Source-Framework für die Umsetzung von Webservice-Schnittstellen für verwaltbare Ressourcen in Java. Apache Muse ermöglicht eine gemäß der WS-*-Spezifikationen standardkonforme Umsetzung dieser Schnittstellen. Damit ist es möglich plattformunabhängig Ressourcen auf verschiedenen Host-Systemen zu verwenden bzw. zur Verfügung zu stellen.
Apache Muse unterstützt die folgenden Web Service Standards: WS-Addressing 1.0 und SOAP 1.2 für die WS-*-konforme Kommunikation, WS-ResourceFramework 1.2 zur Implementierung von zustandsbehafteten (stateful) Web Services, WS-Notification 1.3 zur Unterstützung von ereignisgesteuerter Programmierung ("event driven programming"), WS-MetadataExchange zur Kommunikation von Metadaten (z. B. WSDL und seine Policies) und WS-Distributed Management 1.1 um die Überwachung der Ressourcen von anderen Diensten zu ermöglichen.
Anwendungen, welche mit Muse entwickelt wurden, können sowohl in Apache Axis2 als auch in OSGi-Umgebungen eingesetzt werden – Apache Muse enthält einige Kommandozeilen-Programme, welche die passenden Artefakte für die jeweilige Umgebung generieren können.
Apache-Muse-Anwendungen können auch auf Geräten mit eingeschränkten Funktionalitäten laufen, da Apache Muse auf der Java Platform, Micro Edition lauffähig ist.
Apache Muse ist Teil des Apache-Web-Services-Projekts.

## Belege
1. ↑   Apache Muse Homepage - Overview (Memento vom 13. Oktober 2006 im Internet Archive)